# Konzervacija predmeta od bjelokosti, kosti i rožine
Konzervacija predmeta od bjelokosti, kosti i rožine jedna je od specijalnosti unutar konzervacije-restauracije predmeta kulturne baštine. Rezbarena bjelokost jedna je od najstarijih umjetničkih tehnika i prakticira se još od prapovijesnog vremena. Konzervator koji radi na ovoj grupi predmeta mora biti upoznat s osnovnim osobinama ovih materijala kao i osnovama njihove obrade. Također mora poznavati osnove povijesti umjetnosti, etnologije i arheologije, ovisno o tipu materijala na kojem radi. Poznavanje recentnih metoda konzervacije i konzervatorske etike također ima svoju važnost, a tome valja pridodati i znanja o znanstvenom ispitivanju tih materijala.

## Bjelokost
Bjelokost kao termin označava zube i kljove sisavaca poput slona, nilskog konja, vepra, morskog slona, narvala te mamuta. Pojam se ipak prije svega odnosi na predmete od slonove kosti koji se sastoje od do 55 % anorganskih materijala, uglavnom fosfata kalcija i magnezija te kalcijeva karbonata dok je ostatak organske prirode – bjelančevine i dentin.

## Propadanje
Bjelokost je anisotropna i higroskopna, a to znači da ima tendenciju skupljanja i širenja što vrlo lako dovodi do lomova i napuklina zbog varijacija u temperaturi i vlažnosti okoliša u kojem se nalazi. Sklona je i fotolitičkim promjenama, odnosno promjeni boje zbog djelovanja svjetla. Organski dio sklon je hidrolizi, a anorganski dio oštećuju razne kiseline.
Bjelokost stoga razgradnjom postaje porozna, lomljiva i sklona delaminaciji. Ovomu se pridružuju i posljedice prijašnjih restauratorskih zahvata poput neprimjereno korištenih i propalih prevlaka, ostataka ljepila i starih rekonstrukcija.

## Tehnološki pregled predmeta
Promatranje u vidljivom i ultraljubičastom svijetlu, optička mikroskopija, gamagrafija i skenirajući elektronski mikroskop pokazuju ćelijsku strukturu te se mogu upotrijebiti pri dokazivanju vrste od koje bjelokost potječe, razjašnjenju korištene tehnologije izrade i procesa razgradnje. 
Instrumentalnom analizom obojene bjelokosti identificiraju se i pigmenti koji su možda upotrijebljeni, bojitelji i veziva te tragovi nedokumentiranih konzervatorskih postupaka.

## Preventivna konzervacija
Bjelokost se treba biti pohranjivati i izlagati izvan dosega direktnog sunčeva svijetla i što dalje od izvora topline. Kod izrade vitrina i pakiranja za transport treba se upotrebljavati samo provjerene inertne materijale. Razina rasvjete kod izlaganja treba biti do 150 lx, a za bojilima obojene predmete najviše 50 lx. Predmete je najbolje pohranjivati u mračnom prostoru, to jest kutijama. Najbolje je da temperatura bude oko 21 °C, a relativna vlažnost zraka 45 – 55 %. Bjelokost treba štititi od dodira s tekućinama i sličnim materijalima koji mogu dovesti do stvaranja obojenih mrlja. Identični su uvjeti primjenjivi i na predmete od kosti, rožine i kornjačevine.

## Interventna konzervacija
Interventnna je konzervacija ponekad neizbježan postupak, posebno kod arheološkog materijala. Sve ove intervencije moraju biti rukovođene etičkim principima, prije svega reverzibilnošću primijenjenih zahvata i načelom minimalne intervencije.
Postupci koji se mogu primijeniti uključuju uklanjanje topivih soli kako bi se spriječilo daljnje propadanje predmeta te konsolidaciju lomljivih i oštećenih dijelova (delaminacija). Svaki od tih postupaka mora izvesti profesionalni konzervator.

### Čišćenje
U najjednostavnijim slučajevima dovoljno je predmete mehanički kistom očistiti od prašine i nečistoća. Povijesne predmete u dobrom stanju može se čistiti minimalno destiliranom vodom natopljenim tamponima, eventualno mješavinom vode i alkohola 1:1. Predmete je potrebno što brže osušiti s pomoću upijajućeg papira.Nikako ne koristiti ultrazvuk ili uređaj za čišćenje parom!
Arheološki materijal čisti se isključivo mehanički, eventualno minimalnim natapanjem denaturiranim alkoholom.

### Uklanjanje topivih soli
- kopneni nalazi
- nalazi iz slatke ili slane vode

Kod nalaza iz mora prvo je potrebno ispirati u morskoj vodi, zatim u mješavini morske i vodovodne vode 75/25 pa 50/50 pa 25/75, a zatim u čistoj običnoj vodi i završno u destiliranoj vodi do svođenja količine soli na minimum. Za mjerenje količine soli valja upotrebljavati konduktometar.

### Uklanjanje netopivih soli
Najefikasnije i najsigurnije jest uklanjanje mehaničkim putem.

### Uklanjanje onečišćenja
- Kalcijev karbonat: 5  –10 % mravlja kiselina, mogle bi se rabiti i limunska te octena kiselina.
- Željezo: oksalna kiselina 5 – 10 % (pozor: riječ je o otrovu!) ili amonijev citrat pH 3,5 / 5%
- Sulfidi: 5 – 10 % vodikov peroksid

### Konsolidacija
Može se rabiti razrijeđena otopina Paraloida B-72 u toluolu, nekada se rabio i tzv. topivi najlon. Prije konsolidacije valja dobro isušiti ispiranjem u alkoholu (prvo u mješavini destilirane vode i alkohola 1/1 pa u mješavini vode i alkohola 4/6 pa 3/7, 2/8,1/9, a završno čistim alkoholom).

### Ljepljenje
Može se upotrijebiti disperzija polivinil acetata i ugušćena otopina Paraloida B-72.

### Rekonstrukcije
- rekonstrukcije od izvorno korištenih materijala

Moraju biti označene godinom izrade i lako uklonjive s objekta
- rekonstrukcije od plastike ili gipsa

Retuš istih mora biti uočljiv barem iz blizine, eventualno samo sa stražnje strane predmeta, također moraju moći lako ukloniti.

## Kost
Lijepiti ugušćenom otopinom Paraloid B-72 ili B-67, eventualno PVA disperzijom. Razrijeđene otopine istih rabiti za konsolidaciju. Za rekonstrukcije upotrebljavati gips.

## Kornjačevina
Novije predmete čisti se isključivo suhim postupkom, samo kod jako prljavih objekata može se rabiti slina ili otopina biljke sapunike (samo dobro ocijeđeni tamponi!). U principu ne čistiti polarnim otapalima poput vode, acetona ili alkohola. Vrlo je osjetljiva na UV zračenje, nagle promjene vlage zraka i temperature. Potrebno je čuvati izvan dohvata svjetla. Čuvati dalje od izvora topline. Kod mokrih arheoloških nalaza nipošto ne dopustiti isušivanje predmeta.

## Rožina
Postupati kao s kornjačevinom.

## Zakonska regulativa i zaštita prava konzervatora restauratora
Ako se izuzmu opći zakonski akti, rad konzervatorsko-restauratorske službe u Hrvatskoj, pa i restauratora predmeta od bjelokosti, kosti i rožine, danas prije svega određuju sljedeći propisi:
Za restauratore i restauratore tehničare koji rade u Hrvatskom restauratorskom zavodu, Hrvatskom državnom arhivu, Nacionalnoj i sveučilišnoj knjižnici te samostalno, odnosno za restauratore i preparatore koji rade u muzejima:
- Pravilnik o stručnim zvanjima za obavljanje poslova na zaštiti i očuvanju kulturnih dobara te uvjetima i načinu njihova stjecanja (NN 104/19 na snazi od 8.11.2019.)

- Pravilnik o uvjetima za dobivanje dopuštenja za obavljanje poslova na zaštiti i očuvanju kulturnih dobara (NN 98/18)

## Školovanje konzervatora bjelokosti, kosti i rožine
U Hrvatskoj trenutačno nema mogućnosti školovanja za konzervaciju ove vrste predmeta kulturne baštine

## Vanjske poveznice
- Care of Ivory, Bone, Horn and Antler  Arhivirana inačica izvorne stranice od 21. lipnja 2013. (Wayback Machine)
- Conservation of Wet Faunal Remains: Bone, Antler, and Ivory  Arhivirana inačica izvorne stranice od 21. lipnja 2013. (Wayback Machine)
- Conservation of Bone, ivory, Teeth and Antler  Arhivirana inačica izvorne stranice od 16. studenoga 2011. (Wayback Machine)
- Worked Bone Research Group/Conservation
- Conservation of tortoiseshell book cover
- Schildpatt - das Material und moeglichkeiten seiner verarbeitung  Arhivirana inačica izvorne stranice od 1. travnja 2016. (Wayback Machine)
- Gau.K. Trocknungsmethoden für wassergelagerte Geweihobjekte am Beispiel einer neolithischen Geweihaxt mit Holzrest aus dem Bielersee,diplomski rad, 2009.  Arhivirana inačica izvorne stranice od 11. lipnja 2016. (Wayback Machine)
- Kunz,G.F.Ivory and the elephant in art, in archaeology, and in science (1916.)
- Balancing ethics and restoration in the conservation treatment of an 18th century sewing box with tortoiseshell veneer

## Video prikazi vezani uz konzervaciju bjelokosti
- Bayerisches Nationalmuseum: Kunst aus Elfenbein (Technik und Geschichte)